# Genyonemus
Genyonemus is een monotypisch geslacht van straalvinnige vissen uit de familie van de ombervissen (Sciaenidae), orde baarsachtigen (Perciformes).

## Soort
- Genyonemus lineatus (Ayres, 1855)